# Cliff Village
Cliff Village és una població dels Estats Units a l'estat de Missouri. Segons el cens del 2000 tenia 33 habitants.

## Demografia
Segons el cens del 2000, Cliff Village tenia 33 habitants, 15 habitatges, i 12 famílies. La densitat de població era de 318,5 habitants per km².
Dels 15 habitatges en un 13,3% hi vivien nens de menys de 18 anys, en un 60% hi vivien parelles casades, en un 6,7% dones solteres, i en un 20% no eren unitats familiars. En el 20% dels habitatges hi vivien persones soles el 6,7% de les quals corresponia a persones de 65 anys o més que vivien soles. El nombre mitjà de persones vivint en cada habitatge era de 2,2 i el nombre mitjà de persones que vivien en cada família era de 2,42.
Per edats la població es repartia de la següent manera: un 18,2% tenia menys de 18 anys, un 3% entre 18 i 24, un 24,2% entre 25 i 44, un 27,3% de 45 a 60 i un 27,3% 65 anys o més.
L'edat mediana era de 50 anys. Per cada 100 dones de 18 o més anys hi havia 92,9 homes.
La renda mediana per habitatge era de 33.750 $ i la renda mediana per família de 44.375 $. Els homes tenien una renda mediana de 33.125 $ mentre que les dones 21.667 $. La renda per capita de la població era de 19.243 $. Cap de les famílies estaven per davall del llindar de pobresa.

## Poblacions més properes
El següent diagrama mostra les poblacions més properes.